# (11926) Orinoco
(11926) Orinoco ist ein Asteroid des inneren Hauptgürtels, der am 18. Dezember 1992 von dem belgischen Astronomen Eric Walter Elst am Schmidt-Teleskop des französischen Observatoire de Calern bei Grasse (IAU-Code 010) entdeckt wurde.
Mittlere Sonnenentfernung (große Halbachse), Exzentrizität und Neigung der Bahnebene des Asteroiden entsprechen grob der Vesta-Familie, einer großen Gruppe von Asteroiden, benannt nach (4) Vesta, dem zweitgrößten Asteroiden und drittgrößten Himmelskörper des Hauptgürtels.
(11926) Orinoco wurde am 4. Oktober 2009 nach dem südamerikanischen Fluss Orinoco benannt.